# Фукуј
Фукуј (јап. 福井市) град је у Јапану у префектури Фукуј. Према попису становништва из 2005. у граду је живело 252.224 становника.

## Становништво
Према подацима са пописа, у граду је 2005. године живело 252.224 становника.
| 1995.   | 2000.   | 2005.   |
| ------- | ------- | ------- |
| 255.604 | 252.274 | 252.224 |